# Astrojildo Pereira
Astrojildo Pereira Duarte Silva (Río Bonito, 8 de octubre de 1890 - Río de Janeiro, 21 de noviembre de 1965) fue un escritor, periodista, crítico literario y político brasileño, fundador del Partido Comunista Brasileño en 1922.

## Biografía
En su juventud formó parte de organizaciones obreras de orientación anarcosindicalistas, siendo uno de los organizadores del segundo Congreso Obrero Brasileño en 1913.
En 1918 fue detenido por organizar una fracasada insurrección anarquista en Río de Janeiro. Liberado en 1919, se hizo simpatizante del bolchevismo ruso, fundando en 1921 el Grupo Comunista de Río de Janeiro. En marzo del año siguiente reunió a los diversos grupos bolchevistas regionales para crear el Partido Comunista Brasileño (PCB por sus siglas), reconocido dos años después como Sección brasileña de la III Internacional.
En 1924 realiza su primer viaje a la Unión Soviética como Secretario General del partido. El año siguiente, junto con Otávio Brandão, inició la publicación del periódico A Classe Operária, que a la postre sería órgano oficial del PCB. En 1927 viajó a Bolivia para entrar en contacto con el líder tenentista Luís Carlos Prestes, que se había refugiado allí. El fin de esta reunión era aproximarlo al marxismo-leninismo. En 1928, pasó a ser uno de los integrantes del comité ejecutivo de la III Internacional.
Después de vivir en Moscú entre febrero de 1929 y enero de 1930, volvió a Brasil con la misión de establecer la proletarización del partido, combatiendo las influencias anarquistas y sustituyendo intelectuales por obreros. Sin embargo, esa política de «obrerización» acabó alcanzando al propio Pereira en noviembre del mismo año, cuando fue alejado de la Secretaría General del PCB. El año siguiente, se desconectó del partido y pasó a colaborar en el periódico carioca Diário de Notícias y en la revista Diretrizes. Como crítico literario, se especializó en las obras de Joaquim Machado de Assis y Lima Barreto.
En 1945 retornó al PCB, pasando a colaborar con su prensa partidaria. Sin embargo, tras la escisión del partido en 1947 acabó alejándose de nuevo del mismo. Después de la instauración del gobierno militar, en octubre de 1964, fue detenido durante tres meses, ya con un estado de salud precario. En 2000 el Partido Popular Socialista, heredero del PCB, creó la FAP- Fundación Astrojildo Pereira, con el objetivo de preservar la memoria del fundador del PCB y de los militantes comunistas brasileños.